# Шаньчэн
Шаньчэ́н (кит. упр. 山城, пиньинь Shānchéng, буквально: «город в горах») — район городского подчинения городского округа Хэби провинции Хэнань (КНР).

## История
В 425—387 годах до н. э. в этих местах размещалась столица царства Чжао.
В марте 1957 года в связи с началом добычи каменного угля в этих местах из уезда Танъинь был выделен город Хэби, получивший статус города провинциального подчинения. В декабре 1957 года границы города были расширены в южном направлении, где стали закладываться новые шахты, и эта территория стала быстро урбанизироваться. В 1974 году был образован район Шаньчэн.
В 1986 году был образован городской округ Хэби, и районы бывшего города Хэби стали районами городского округа Хэби.

## Административное деление
Район делится на 5 уличных комитетов, 1 посёлок и 1 волость.